# Ambillou
Ambillou is een gemeente in het Franse departement Indre-et-Loire (regio Centre-Val de Loire). De plaats maakt deel uit van het arrondissement Tours. Ambillou telde op 1 januari 2022 1.748 inwoners.

## Geografie
De oppervlakte van Ambillou bedroeg op 1 januari 2022 48,85 vierkante kilometer; de bevolkingsdichtheid was toen 35,8 inwoners per km².

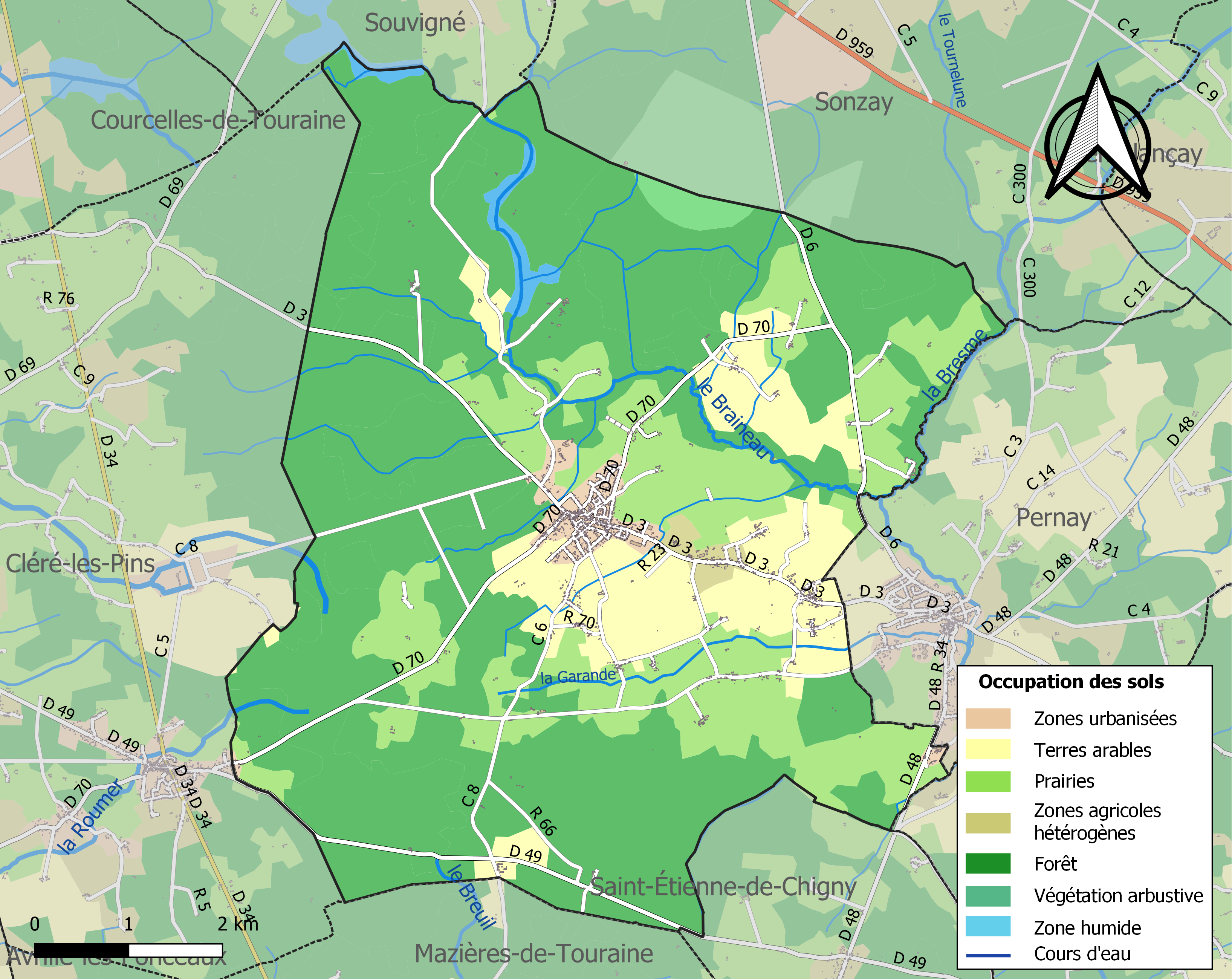
Kaart van de gemeente met belangrijkste infrastructuur, bodemgebruik en omliggende gemeenten

## Demografie
Onderstaande figuur toont het verloop van het inwonertal (bron: INSEE-tellingen).